# Ékspress
Ékspress är en kulle i Antarktis. Den ligger i Östantarktis. Norge gör anspråk på området. Toppen på Ékspress är 1 229 meter över havet.
Terrängen runt Ékspress är huvudsakligen platt, men söderut är den kuperad. Trakten är obefolkad. Det finns inga samhällen i närheten.